# David Parland
David Parland, pseudonym Blackmoon, född 26 september 1970 i Högalids församling, Stockholm, död 19 mars 2013 i Johanneshov, var en svensk metalgitarrist. Han är känd för att ha varit med och grundat banden Necrophobic, Dark Funeral och Infernal.

## Biografi
Tillsammans med Joakim Sterner grundade David Parland bandet Necrophobic 1989. Bandet antas ha tagit sitt namn från Slayer-låten "Necrophobic" från albumet Reign in Blood. Parland medverkar bland annat på Necrophobics första fullängdsalbum The Nocturnal Silence, utgivet 1993, men lämnade bandet 1995 för att koncentrera sig på Dark Funeral, som han och Lord Ahriman hade bildat 1993. Parland medverkar som gitarrist och låtskrivare på EP:n Dark Funeral (1994) och fullängdsalbumet The Secrets of the Black Arts (1996). Parland lämnade Dark Funeral sistnämnda år och grundade War och Infernal.
Från 1994 till 2002 drev Parland skivetiketten Hellspawn Records, som bland annat gav ut album av Abruptum och Dark Funeral, distribuerade av House of Kicks. Efter att ha lämnat Infernal 2003 höll Parland en låg profil, tills bandet återförenades och 2010 släppte EP:n The Infernal Return. Kort efter detta försvann Infernal från rampljuset. Parland hade tidigare ådragit sig en nackskada i samband med en bilolycka och blivit beroende av smärtstillande.
David Parland begick självmord den 19 mars 2013, 42 år gammal. Han är begravd på Skogskyrkogården.

## Diskografi

### Necrophobic
- Slow Asphyxiation (1990; demo)
- Unholy Prophecies (1991; demo)
- The Call (1992; EP)
- The Nocturnal Silence (1993)
- Bloodfreezing (1994) (outgiven demo)
- Spawned by Evil (1996; MCD)
- Satanic Blasphemies (2010; boxset)

### Dark Funeral
- Dark Funeral (1994; EP)
- The Secrets of the Black Arts (1996)
- In the Sign... (2000)

### War
- Total War (1996/1997)
- We Are...Total War... (2001)

### Infernal
- Infernal (2000; MCD)
- Under Wings of Hell (2002; split med Dark Funeral)
- Summon Forth the Beast (2003; MCD)
- The Infernal Return (2010; EP)

### Darkwinds
- Demo (1994; outgiven demo, som Blackmoon)
- Demo (2009)
- Untitled album (2010)

### Webbkällor
- Blackmoon på Encyclopaedia Metallum: The Metal Archives
- David Parland är död
- DARK FUNERAL's LORD AHRIMAN On Passing Of DAVID PARLAND: 'You Will Be Missed Deeply!' Blabbermouth.net 24 mars 2013.
- David Parlands grav på Find a Grave